# Hypokopelates alticola
Hypokopelates alticola är en fjärilsart som beskrevs av Schultze och Aurivillius 1910/11. Hypokopelates alticola ingår i släktet Hypokopelates och familjen juvelvingar. Inga underarter finns listade i Catalogue of Life.